# Camporrío
Camporrío es una aldea española situada en la parroquia de Parte, del municipio de Monforte de Lemos, en la provincia de Lugo, Galicia.

## Localización
Se encuentra a una altitud media de 322 metros sobre el nivel del mar, junto al río Cabe y a los pies del Moncai.

## Demografía
| Gráfica de evolución demográfica de Camporrío entre 2000 y 2020 |
|                                                                 |
| Datos según el nomenclátor publicado por el INE.                |

## Festividades
En la localidad se celebra la romería de San Mateo, patrón de la parroquia de Parte, el 21 de septiembre.